# LZ 15 'ZI'
De LZ 15 ZI was een zeppelin, de eerste vlucht vond plaats op 16 januari 1913. Het was het tweede schip dat het tactisch nummer ZI op de romp geplakt kreeg. Het schip was in feite de vervanger van de eerste ZI, die na zeven jaar trouwe dienst vernietigd werd omdat het schip te oud was. Deze ZI verging echter tijdens een noodlanding op 19 maart 1913.
ZI · ZII · vervanging ZII · ZIII · vervanging ZI · ZIV · tweede vervanging ZI · ZV · ZVI · ZVII · ZVIII · ZIX